# III liga polska w piłce nożnej (2021/2022)
III liga polska 2021/2022 – 6. edycja rozgrywek czwartego poziomu ligowego piłki nożnej mężczyzn w Polsce po reformie, przeprowadzonej w 2016 roku.

## Zasady rozgrywek

Zasięg terytorialny grup III ligi polskiej w piłce nożnej w sezonie 2021/2022

W III lidze sezonu 2021/2022 biorą udział drużyny, które zostały podzielone na zasadzie terytorialnej na 4 grupy:
- grupa I (województwa: łódzkie, mazowieckie, podlaskie, warmińsko-mazurskie),
- grupa II (województwa: kujawsko-pomorskie, pomorskie, wielkopolskie, zachodniopomorskie),
- grupa III (województwa: dolnośląskie, lubuskie, opolskie, śląskie),
- grupa IV (województwa: lubelskie, małopolskie, podkarpackie, świętokrzyskie)[1].

Mistrzowie każdej z grup uzyskają awans na poziom centralny – do II ligi. Ostatnie drużyny spadną na poziom wojewódzki – do odpowiedniej terytorialnie grupy IV ligi. Liczba spadkowiczów może się zwiększyć, zależnie od liczby drużyn spadających z lig wyższych. 

## Grupa I

### Drużyny
| Uczestnicy sezonu 2020/2021 | Uczestnicy sezonu 2020/2021 | Uczestnicy sezonu 2020/2021 | Uczestnicy sezonu 2020/2021 |
| --------------------------- | --------------------------- | --------------------------- | --------------------------- |
| ŚWI                         | Świt Nowy Dwór Mazowiecki   | 2                           |                             |
| LGO                         | Legionovia Legionowo        | 3                           |                             |
| PWA                         | Polonia Warszawa            | 4                           |                             |
| STR                         | Unia Skierniewice           | 5                           |                             |
| ZBP                         | Znicz Biała Piska           | 6                           |                             |
| LE2                         | Legia II Warszawa           | 7                           |                             |
| JA2                         | Jagiellonia II Białystok    | 8                           |                             |
| KUT                         | KS Kutno                    | 9                           |                             |
| URS                         | Ursus Warszawa              | 10                          |                             |
| BBL                         | Błonianka Błonie            | 11                          |                             |
| LTM                         | Lechia Tomaszów Mazowiecki  | 12                          |                             |
| BRŃ                         | Broń Radom                  | 13                          |                             |
| SOK                         | Sokół Aleksandrów Łódzki    | 14                          |                             |
| PEL                         | Pelikan Łowicz              | 15                          |                             |
| WIK                         | GKS Wikielec                | 161                         |                             |

| Awans z IV ligi 2020/2021                                                                                     | Awans z IV ligi 2020/2021 | Awans z IV ligi 2020/2021 | Awans z IV ligi 2020/2021 |
| --- | ------------------------- | ------------------------- | ------------------------- |
| grupa łódzka                                                                                                  |                           |                           |                           |
| ŁK2 | ŁKS II Łódź               | 1                         |                           |
| grupa mazowiecka                                                                                              |                           |                           |                           |
| PIL | Pilica Białobrzegi        | 12                        |                           |
| grupa podlaska                                                                                                |                           |                           |                           |
| WIS | Wissa Szczuczyn           | 1                         |                           |
| grupa warmińsko-mazurska                                                                                      |                           |                           |                           |
| MAM | Mamry Giżycko             | 1                         |                           |
| Oznaczenia: - kolumna pierwsza – skróty nazw drużyn, - kolumna trzecia – miejsce zajęte w poprzednim sezonie. |                           |                           |                           |

Objaśnienia:
1. GKS Wikielec  został dokooptowany do rozgrywek decyzją PZPN[2].
2. Pilica Białobrzegi, mistrz IV ligi mazowieckiej południowej wygrał swoje mecze barażowe o awans do III ligi z Ząbkovią Ząbki, mistrzem IV ligi mazowieckiej centralnej i Mławianką Mława, mistrzem IV ligi mazowieckiej północnej.

### Tabela
| Lp. | Drużyna                      | M  | Z  | R  | P  | Bramki | Bramki | Różn. | Pkt | Uwagi             | Bezpośrednio                                    |
| --- | ---------------------------- | -- | -- | -- | -- | ------ | ------ | ----- | --- | ----------------- | ----------------------------------------------- |
| 1   | Polonia Warszawa (M) (A)     | 36 | 26 | 3  | 7  | 80     | 27     | +53   | 81  | Awans do II ligi  |                                                 |
| 2   | Legionovia Legionowo         | 36 | 24 | 8  | 4  | 76     | 39     | +37   | 80  |                   |                                                 |
| 3   | Świt Nowy Dwór Mazowiecki    | 36 | 17 | 8  | 11 | 58     | 46     | +12   | 59  |                   |                                                 |
| 4   | Legia II Warszawa            | 36 | 16 | 10 | 10 | 77     | 55     | +22   | 58  |                   |                                                 |
| 5   | Błonianka Błonie             | 36 | 17 | 6  | 13 | 61     | 62     | −1    | 57  |                   |                                                 |
| 6   | Lechia Tomaszów Mazowiecki   | 36 | 16 | 8  | 12 | 63     | 48     | +15   | 56  |                   |                                                 |
| 7   | ŁKS II Łódź                  | 36 | 15 | 9  | 12 | 63     | 52     | +11   | 54  |                   |                                                 |
| 8   | Ursus Warszawa               | 36 | 15 | 8  | 13 | 53     | 63     | −10   | 53  |                   |                                                 |
| 9   | Jagiellonia II Białystok     | 36 | 16 | 4  | 16 | 66     | 58     | +8    | 52  |                   |                                                 |
| 10  | Broń Radom                   | 36 | 15 | 6  | 15 | 48     | 55     | −7    | 51  |                   |                                                 |
| 11  | Unia Skierniewice            | 36 | 15 | 4  | 17 | 60     | 58     | +2    | 49  |                   |                                                 |
| 12  | Pelikan Łowicz               | 36 | 12 | 10 | 14 | 57     | 46     | +11   | 46  |                   |                                                 |
| 13  | Pilica Białobrzegi           | 36 | 13 | 6  | 17 | 57     | 72     | −15   | 45  |                   |                                                 |
| 14  | KS Kutno (S)                 | 36 | 11 | 10 | 15 | 47     | 61     | −14   | 43  | Spadek do IV ligi |                                                 |
| 15  | Mamry Giżycko (S)            | 36 | 13 | 3  | 20 | 40     | 66     | −26   | 42  | Spadek do IV ligi | MAM - 9pkt; 6:4 WIK - 7pkt; 5:4 ZBP - 1pkt; 4:7 |
| 16  | GKS Wikielec (S)             | 36 | 10 | 12 | 14 | 42     | 53     | −11   | 42  | Spadek do IV ligi | MAM - 9pkt; 6:4 WIK - 7pkt; 5:4 ZBP - 1pkt; 4:7 |
| 17  | Znicz Biała Piska (S)        | 36 | 12 | 6  | 18 | 55     | 69     | −14   | 42  | Spadek do IV ligi | MAM - 9pkt; 6:4 WIK - 7pkt; 5:4 ZBP - 1pkt; 4:7 |
| 18  | Sokół Aleksandrów Łódzki (S) | 36 | 5  | 10 | 21 | 36     | 64     | −28   | 25  | Spadek do IV ligi |                                                 |
| 19  | Wissa Szczuczyn (S)          | 36 | 4  | 9  | 23 | 28     | 73     | −45   | 21  | Spadek do IV ligi |                                                 |

## Grupa II

### Drużyny
| Uczestnicy sezonu 2020/2021 | Uczestnicy sezonu 2020/2021 | Uczestnicy sezonu 2020/2021 | Uczestnicy sezonu 2020/2021 |
| --------------------------- | --------------------------- | --------------------------- | --------------------------- |
| ŚWS                         | Świt Szczecin               | 2                           |                             |
| ŚRW                         | Polonia Środa Wielkopolska  | 3                           |                             |
| KPS                         | KP Starogard Gdański        | 4                           |                             |
| ELA                         | Elana Toruń                 | 5                           |                             |
| BAŁ                         | Bałtyk Gdynia               | 6                           |                             |
| PRZ                         | GKS Przodkowo               | 7                           |                             |
| PO2                         | Pogoń II Szczecin           | 8                           |                             |
| KOT                         | Kotwica Kołobrzeg           | 9                           |                             |
| KLE                         | Sokół Kleczew               | 10                          |                             |
| UNI                         | Unia Janikowo               | 11                          |                             |
| JAR                         | Jarota Jarocin              | 12                          |                             |
| BAK                         | Bałtyk Koszalin             | 131                         |                             |

| Spadek z II ligi 2020/2021 | Spadek z II ligi 2020/2021 | Spadek z II ligi 2020/2021 | Spadek z II ligi 2020/2021 |
| -------------------------- | -------------------------- | -------------------------- | -------------------------- |
| OGR                        | Olimpia Grudziądz          | 17                         |                            |
| BŁS                        | Błękitni Stargard          | 18                         |                            |
| BYT                        | Bytovia Bytów              | 191                        |                            |

| Awans z IV ligi 2020/2021                                                                                     | Awans z IV ligi 2020/2021 | Awans z IV ligi 2020/2021 | Awans z IV ligi 2020/2021 |
| --- | ------------------------- | ------------------------- | ------------------------- |
| grupa kujawsko-pomorska                                                                                       |                           |                           |                           |
| ZAW | Zawisza Bydgoszcz         | 1                         |                           |
| grupa pomorska                                                                                                |                           |                           |                           |
| GNI | Stolem Gniewino           | 1                         |                           |
| grupa wielkopolska                                                                                            |                           |                           |                           |
| NSK | Pogoń Nowe Skalmierzyce   | 1                         |                           |
| grupa zachodniopomorska                                                                                       |                           |                           |                           |
| STA | Kluczevia Stargard        | 1                         |                           |
| Oznaczenia: - kolumna pierwsza – skróty nazw drużyn, - kolumna trzecia – miejsce zajęte w poprzednim sezonie. |                           |                           |                           |

Objaśnienia:
1. Spadkowicz z II ligi Bytovia Bytów z powodów finansowych zrezygnowała z gry w III lidze[3], w związku z czym dodatkowo utrzymał się Bałtyk Koszalin.

### Tabela
| Lp. | Drużyna                    | M  | Z  | R  | P  | Bramki | Bramki | Różn. | Pkt | Uwagi                                           | Bezpośrednio |
| --- | -------------------------- | -- | -- | -- | -- | ------ | ------ | ----- | --- | ----------------------------------------------- | ------------ |
| 1   | Kotwica Kołobrzeg (M) (A)  | 34 | 24 | 6  | 4  | 75     | 25     | +50   | 78  | Awans do II ligi                                |              |
| 2   | Olimpia Grudziądz          | 34 | 24 | 5  | 5  | 77     | 24     | +53   | 77  |                                                 |              |
| 3   | Unia Janikowo              | 34 | 18 | 6  | 10 | 62     | 47     | +15   | 60  |                                                 |              |
| 4   | Pogoń II Szczecin          | 34 | 16 | 10 | 8  | 60     | 36     | +24   | 58  | PO2 – NSK 0:0 NSK – PO2 2:2                     |              |
| 5   | Pogoń Nowe Skalmierzyce    | 34 | 17 | 7  | 10 | 54     | 42     | +12   | 58  | PO2 – NSK 0:0 NSK – PO2 2:2                     |              |
| 6   | Sokół Kleczew              | 34 | 17 | 5  | 12 | 53     | 39     | +14   | 56  | KLE – ŚWS 3:0 ŚWS – KLE 0:1                     |              |
| 7   | Świt Szczecin              | 34 | 16 | 8  | 10 | 56     | 37     | +19   | 56  | KLE – ŚWS 3:0 ŚWS – KLE 0:1                     |              |
| 8   | Zawisza Bydgoszcz          | 34 | 14 | 8  | 12 | 57     | 51     | +6    | 50  |                                                 |              |
| 9   | Błękitni Stargard          | 34 | 13 | 6  | 15 | 48     | 54     | −6    | 45  |                                                 |              |
| 10  | Polonia Środa Wielkopolska | 34 | 12 | 7  | 15 | 40     | 63     | −23   | 43  |                                                 |              |
| 11  | KP Starogard Gdański       | 34 | 11 | 9  | 14 | 44     | 51     | −7    | 42  |                                                 |              |
| 12  | Stolem Gniewino            | 34 | 10 | 11 | 13 | 43     | 66     | −23   | 41  |                                                 |              |
| 13  | Jarota Jarocin             | 34 | 9  | 9  | 16 | 40     | 47     | −7    | 36  | JAR - 7pkt; 3:2 BAŁ - 5pkt; 5:3 PRZ - 4pkt; 2:5 |              |
| 14  | Bałtyk Gdynia              | 34 | 10 | 6  | 18 | 44     | 57     | −13   | 36  | JAR - 7pkt; 3:2 BAŁ - 5pkt; 5:3 PRZ - 4pkt; 2:5 |              |
| 15  | GKS Przodkowo              | 34 | 9  | 9  | 16 | 40     | 51     | −11   | 36  | JAR - 7pkt; 3:2 BAŁ - 5pkt; 5:3 PRZ - 4pkt; 2:5 |              |
| 16  | Bałtyk Koszalin (S)        | 34 | 9  | 8  | 17 | 40     | 58     | −18   | 35  | Spadek do IV ligi                               |              |
| 17  | Kluczevia Stargard (S)     | 34 | 7  | 5  | 22 | 28     | 65     | −37   | 26  | Spadek do IV ligi                               |              |
| 18  | Elana Toruń1 (S)           | 34 | 6  | 3  | 25 | 36     | 84     | −48   | 21  | Spadek do IV ligi                               |              |

Źródło: 90 minut 
Oznaczenia: (M) – tytuł mistrzowski, (A) – awans, (S) – spadek.
Zasady ustalania kolejności: 1. liczba zdobytych punktów w całym cyklu rozgrywek; 2. liczba punktów zdobyta w meczach bezpośrednich; 3. różnica bramek w meczach bezpośrednich; 4. różnica bramek w meczach bezpośrednich – bramki zdobyte na wyjeździe liczone podwójnie; 5. różnica bramek w całym cyklu rozgrywek; 6. liczba zdobytych bramek w całym cyklu rozgrywek. 
Bezpośrednio: stosowane, gdy dwie lub więcej drużyn mają identyczny dorobek punktowy.
Objaśnienia:
Liczba spadkowiczów może zwiększyć się zależnie od liczby drużyn spadających z lig wyższych.

## Grupa III

### Drużyny
| Uczestnicy sezonu 2020/2021 | Uczestnicy sezonu 2020/2021 | Uczestnicy sezonu 2020/2021 | Uczestnicy sezonu 2020/2021 |
| --------------------------- | --------------------------- | --------------------------- | --------------------------- |
| PBT                         | Polonia Bytom               | 2                           |                             |
| ŚLZ                         | Ślęza Wrocław               | 3                           |                             |
| PNI                         | Pniówek Pawłowice Śląskie   | 4                           |                             |
| ZA2                         | Zagłębie II Lubin           | 5                           |                             |
| REK                         | Rekord Bielsko-Biała        | 6                           |                             |
| GOZ                         | LKS Goczałkowice Zdrój      | 7                           |                             |
| STB                         | Stal Brzeg                  | 8                           |                             |
| GZ2                         | Górnik II Zabrze            | 9                           |                             |
| LZG                         | Lechia Zielona Góra         | 10                          |                             |
| ML2                         | Miedź II Legnica            | 11                          |                             |
| GTA                         | Gwarek Tarnowskie Góry      | 12                          |                             |
| KLU                         | MKS Kluczbork               | 13                          |                             |
| GWK                         | Warta Gorzów Wielkopolski   | 14                          |                             |
| ŻMI                         | Piast Żmigród               | 15                          |                             |
| FHG                         | Foto-Higiena Gać            | 162                         |                             |

| Awans z IV ligi 2020/2021                                                                                     | Awans z IV ligi 2020/2021 | Awans z IV ligi 2020/2021 | Awans z IV ligi 2020/2021 |
| --- | ------------------------- | ------------------------- | ------------------------- |
| grupa dolnośląska                                                                                             |                           |                           |                           |
| JEL | Karkonosze Jelenia Góra   | 1                         |                           |
| grupa lubuska                                                                                                 |                           |                           |                           |
| CGU | Carina Gubin              | 1                         |                           |
| grupa opolska                                                                                                 |                           |                           |                           |
| RZD | Ruch Zdzieszowice         | 12                        |                           |
| grupa śląska                                                                                                  |                           |                           |                           |
| ODR | Odra Wodzisław Śląski     | 13                        |                           |
| Oznaczenia: - kolumna pierwsza – skróty nazw drużyn, - kolumna trzecia – miejsce zajęte w poprzednim sezonie. |                           |                           |                           |

Objaśnienia:
1. Karkonosze Jelenia Góra, mistrz IV ligi dolnośląskiej zachód wygrały swoje mecze barażowe o awans do III ligi z Lechią Dzierżoniów, mistrzem IV ligi dolnośląskiej wschód.
2. Przed startem rozgrywek z gry w III lidze zrezygnował Ruch Zdzieszowice (mistrz opolskiej IV ligi), w związku z czym dodatkowo utrzymała się Foto-Higiena Gać.
3. Odra Wodzisław Śląski, mistrz IV ligi śląskiej II wygrała swoje mecze barażowe o awans do III ligi z Rakowem II Częstochowa, mistrzem IV ligi śląskiej I.

### Tabela
| Lp. | Drużyna                     | M  | Z  | R  | P  | Bramki | Bramki | Różn. | Pkt | Uwagi                       | Bezpośrednio      |
| --- | --------------------------- | -- | -- | -- | -- | ------ | ------ | ----- | --- | --------------------------- | ----------------- |
| 1   | Zagłębie II Lubin (M) (A)   | 34 | 23 | 8  | 3  | 86     | 42     | +44   | 77  | Awans do II ligi            |                   |
| 2   | Ślęza Wrocław               | 34 | 20 | 9  | 5  | 83     | 37     | +46   | 69  |                             |                   |
| 3   | Polonia Bytom               | 34 | 20 | 5  | 9  | 66     | 34     | +32   | 65  |                             |                   |
| 4   | Rekord Bielsko-Biała        | 34 | 18 | 8  | 8  | 70     | 43     | +27   | 62  |                             |                   |
| 5   | LKS Goczałkowice Zdrój      | 34 | 15 | 9  | 10 | 47     | 41     | +6    | 54  |                             |                   |
| 6   | Miedź II Legnica            | 34 | 15 | 7  | 12 | 56     | 63     | −7    | 52  |                             |                   |
| 7   | Górnik II Zabrze            | 34 | 15 | 6  | 13 | 49     | 49     | 0     | 51  |                             |                   |
| 8   | Pniówek Pawłowice Śląskie   | 34 | 12 | 11 | 11 | 55     | 55     | 0     | 47  |                             |                   |
| 9   | Stal Brzeg                  | 34 | 14 | 4  | 16 | 51     | 47     | +4    | 46  |                             |                   |
| 10  | Lechia Zielona Góra         | 34 | 12 | 9  | 13 | 49     | 44     | +5    | 45  |                             |                   |
| 11  | Odra Wodzisław Śląski       | 34 | 12 | 7  | 15 | 47     | 63     | −16   | 43  | ODR - KLU 1:0 KLU - ODR 2:4 |                   |
| 12  | MKS Kluczbork               | 34 | 12 | 7  | 15 | 55     | 57     | −2    | 43  | ODR - KLU 1:0 KLU - ODR 2:4 |                   |
| 13  | Gwarek Tarnowskie Góry      | 34 | 9  | 12 | 13 | 44     | 50     | −6    | 39  | GTA - CGU 0:0 CGU - GTA 1:2 |                   |
| 14  | Carina Gubin                | 34 | 11 | 6  | 17 | 40     | 49     | −9    | 39  | GTA - CGU 0:0 CGU - GTA 1:2 |                   |
| 15  | Warta Gorzów Wielkopolski   | 34 | 9  | 9  | 16 | 41     | 54     | −13   | 36  | GWK - ŻMI 2:2 ŻMI - GWK 0:3 |                   |
| 16  | Piast Żmigród (S)           | 34 | 10 | 6  | 18 | 46     | 76     | −30   | 36  | GWK - ŻMI 2:2 ŻMI - GWK 0:3 | Spadek do IV ligi |
| 17  | Karkonosze Jelenia Góra (S) | 34 | 9  | 3  | 22 | 40     | 69     | −29   | 30  |                             | Spadek do IV ligi |
| 18  | Foto-Higiena Gać (S)        | 34 | 4  | 6  | 24 | 29     | 81     | −52   | 18  |                             | Spadek do IV ligi |

Źródło: 90 minut 
Oznaczenia: (M) – tytuł mistrzowski, (A) – awans, (S) – spadek.
Zasady ustalania kolejności: 1. liczba zdobytych punktów w całym cyklu rozgrywek; 2. liczba punktów zdobyta w meczach bezpośrednich; 3. różnica bramek w meczach bezpośrednich; 4. różnica bramek w meczach bezpośrednich – bramki zdobyte na wyjeździe liczone podwójnie; 5. różnica bramek w całym cyklu rozgrywek; 6. liczba zdobytych bramek w całym cyklu rozgrywek. 
Bezpośrednio: stosowane, gdy dwie lub więcej drużyn mają identyczny dorobek punktowy.
Objaśnienia:
Liczba spadkowiczów może zwiększyć się zależnie od liczby drużyn spadających z lig wyższych.

## Grupa IV

### Drużyny
| Uczestnicy sezonu 2020/2021 | Uczestnicy sezonu 2020/2021       | Uczestnicy sezonu 2020/2021 | Uczestnicy sezonu 2020/2021 |
| --------------------------- | --------------------------------- | --------------------------- | --------------------------- |
| CHM                         | Chełmianka Chełm                  | 2                           |                             |
| SSI                         | Sokół Sieniawa                    | 3                           |                             |
| SSW                         | Stal Stalowa Wola                 | 4                           |                             |
| AVI                         | Avia Świdnik                      | 5                           |                             |
| DĘB                         | Wisłoka Dębica                    | 6                           |                             |
| PNT                         | Podhale Nowy Targ                 | 7                           |                             |
| WÓL                         | Wólczanka Wólka Pełkińska         | 8                           |                             |
| KSZ                         | KSZO 1929 Ostrowiec Świętokrzyski | 9                           |                             |
| SIA                         | Siarka Tarnobrzeg                 | 10                          |                             |
| CR2                         | Cracovia II                       | 11                          |                             |
| WSA                         | Wisła Sandomierz                  | 12                          |                             |
| ŁAG                         | ŁKS Łagów                         | 13                          |                             |
| PBP                         | Podlasie Biała Podlaska           | 14                          |                             |
| ORP                         | Orlęta Radzyń Podlaski            | 15                          |                             |

| Awans z IV ligi 2020/2021                                                                                     | Awans z IV ligi 2020/2021   | Awans z IV ligi 2020/2021 | Awans z IV ligi 2020/2021 |
| --- | --------------------------- | ------------------------- | ------------------------- |
| grupa lubelska                                                                                                |                             |                           |                           |
| TTL | Tomasovia Tomaszów Lubelski | 1                         |                           |
| grupa małopolska                                                                                              |                             |                           |                           |
| UNT | Unia Tarnów                 | 1                         |                           |
| grupa podkarpacka                                                                                             |                             |                           |                           |
| KRZ | Korona Rzeszów              | 1                         |                           |
| grupa świętokrzyska                                                                                           |                             |                           |                           |
| CPŁ | Czarni Połaniec             | 1                         |                           |
| Oznaczenia: - kolumna pierwsza – skróty nazw drużyn, - kolumna trzecia – miejsce zajęte w poprzednim sezonie. |                             |                           |                           |

Objaśnienia:
1. Unia Tarnów, mistrz IV ligi małopolskiej wschód wygrał swoje mecze barażowe o awans do III ligi z Wiślanami Jaśkowice, mistrzem IV ligi małopolskiej zachód.

### Tabela
| Lp. | Drużyna                           | M  | Z  | R  | P  | Bramki | Bramki | Różn. | Pkt | Uwagi                       | Bezpośrednio                |
| --- | --------------------------------- | -- | -- | -- | -- | ------ | ------ | ----- | --- | --------------------------- | --------------------------- |
| 1   | Siarka Tarnobrzeg (M) (A)         | 34 | 22 | 6  | 6  | 68     | 29     | +39   | 72  | Awans do II ligi            |                             |
| 2   | Chełmianka Chełm                  | 34 | 20 | 6  | 8  | 55     | 31     | +24   | 66  |                             | CHM - ŁAG 1:0 ŁAG - CHM 1:2 |
| 3   | ŁKS Łagów                         | 34 | 20 | 6  | 8  | 59     | 31     | +28   | 66  |                             | CHM - ŁAG 1:0 ŁAG - CHM 1:2 |
| 4   | Avia Świdnik                      | 34 | 20 | 5  | 9  | 67     | 32     | +35   | 65  |                             |                             |
| 5   | Podhale Nowy Targ                 | 34 | 17 | 8  | 9  | 65     | 44     | +21   | 59  |                             |                             |
| 6   | Cracovia II                       | 34 | 17 | 7  | 10 | 67     | 38     | +29   | 58  |                             |                             |
| 7   | Stal Stalowa Wola                 | 34 | 15 | 6  | 13 | 48     | 38     | +10   | 51  | SSW - KSZ 0:0 KSZ - SSW 0:1 |                             |
| 8   | KSZO 1929 Ostrowiec Świętokrzyski | 34 | 14 | 9  | 11 | 41     | 39     | +2    | 51  | SSW - KSZ 0:0 KSZ - SSW 0:1 |                             |
| 9   | Unia Tarnów                       | 34 | 12 | 12 | 10 | 50     | 48     | +2    | 48  | UNT - DĘB 0:0 DĘB - UNT 1:1 |                             |
| 10  | Wisłoka Dębica                    | 34 | 12 | 12 | 10 | 51     | 59     | −8    | 48  | UNT - DĘB 0:0 DĘB - UNT 1:1 |                             |
| 11  | Orlęta Radzyń Podlaski            | 34 | 12 | 10 | 12 | 55     | 52     | +3    | 46  |                             |                             |
| 12  | Czarni Połaniec                   | 34 | 11 | 8  | 15 | 47     | 63     | −16   | 41  | CPŁ - SSI 3:2 SSI - CPŁ 2:1 |                             |
| 13  | Sokół Sieniawa                    | 34 | 11 | 8  | 15 | 38     | 62     | −24   | 41  | CPŁ - SSI 3:2 SSI - CPŁ 2:1 |                             |
| 14  | Podlasie Biała Podlaska           | 34 | 9  | 12 | 13 | 41     | 49     | −8    | 39  |                             |                             |
| 15  | Wisła Sandomierz                  | 34 | 8  | 6  | 20 | 42     | 68     | −26   | 30  |                             |                             |
| 16  | Korona Rzeszów (S)                | 34 | 7  | 8  | 19 | 42     | 74     | −32   | 29  | Spadek do IV ligi           |                             |
| 17  | Tomasovia Tomaszów Lubelski (S)   | 34 | 5  | 6  | 23 | 37     | 69     | −32   | 21  | Spadek do IV ligi           |                             |
| 18  | Wólczanka Wólka Pełkińska (S)     | 34 | 4  | 5  | 25 | 30     | 77     | −47   | 17  | Spadek do IV ligi           |                             |